# Museo de San Clemente (Mezquita-catedral de Córdoba)
El Museo de San Clemente está situado dentro de la Mezquita-Catedral de Córdoba en la ciudad española de Córdoba. Su nombre proviene al estar ubicado en la desaparecida capilla de San Clemente, fundada por Alfonso X el Sabio en el siglo XIII. 

## Historia

### Capilla de San Clemente
Este espacio fue dedicado por el rey Alfonso X de Castilla en el siglo XIII como capilla real, dedicada a San Clemente por compartir su festividad con el día del nacimiento del rey, aunque finalmente los avatares de la guerra llevaron a que su enterramiento se produjera en la Catedral de Sevilla. El monarca entregó la capilla a Gonzalo Yáñez de Aguilar, a quien también recompensó con el Señorío de Aguilar debido a sus aportaciones durante la Reconquista. Gonzalo fue sepultado en la capilla en 1281, que ya había empezado a construirse desde 1260, siendo destacable por su origen real.
E por quanto la dicha capilla que vos damos es una de la mas notables e mas cumplidas de quantos son en la dicha eglesia.
Desde entonces, perteneció a la Casa de Aguilar, siendo utilizada por primera vez en 1375 como sala capitular, lugar de reunión del cabildo cordobés. En 1398 Tel González, alcalde de Écija, tomó posesión de la capilla como biznieto de Gonzalo Yáñez, realizando algunas obras en el interior. En 1518 el deán y el cabildo mandaron la realización de una cubierta con bóvedas a Hernán Ruiz I. En 1570 se celebraron las Cortes de Castilla en este lugar durante la visita del rey Felipe II en la ciudad. A pesar de estos acontecimientos, esta capilla se encontraba totalmente abandonada en el siglo XIX.

### Capilla de Santa Lucía

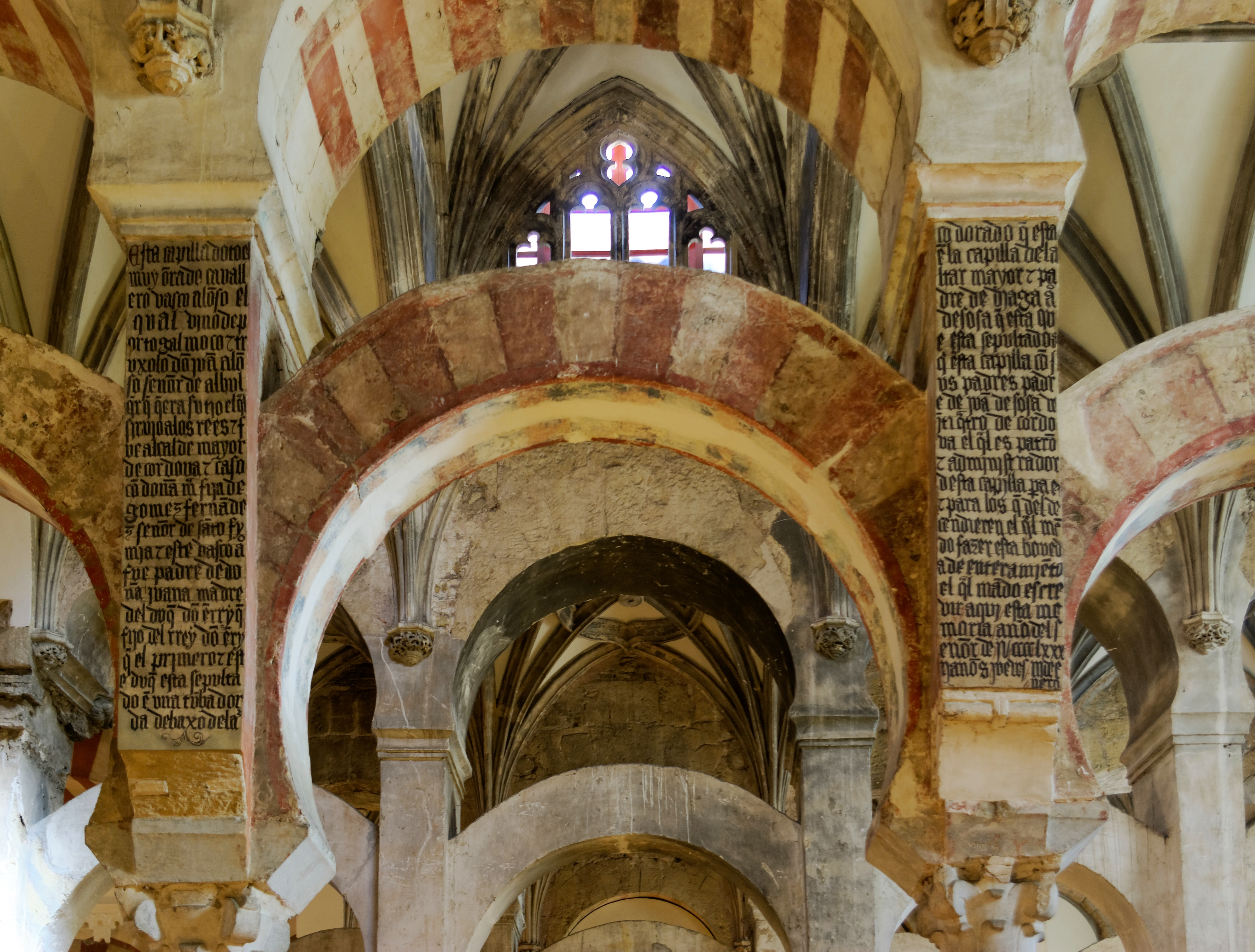
Inscripción de la antigua capilla de Santa Lucía, 1482.

En un primer momento formaba parte de la capilla de San Clemente, pero en 1365 se escindió la nave más occidental de la misma para enterramiento de Vasco Alfonso, vasallo del rey. Su descendiente, Juan de Sosa, veinticuatro de Córdoba, realizó una inscripción en 1482 en letras góticas que aún es visible en dos pilastras.

Esta capilla dotó el muy honrado caballero Vasco Alonso, el cual vino de Portugal, mozo y trájolo don Juan Alonso, señor de Alburquerque, que era su tío, el cual trató a los reyes y fue alcalde mayor de Córdoba. Y casó con doña María, hija de Gómez Fernández, señor de Santa Eufemia. Este Vasco Alonso fue padre de doña Juana, madre del duque don Enrique, hijo del rey don Enrique el Primero, e este duque está sepultado en una tumba dorada debajo del
arco dorado que está en la capilla del altar mayor, y padre de Diego Alonso de Sosa que está sepultado en esta capilla con sus padres, padre de Juan de Sosa, veinticuatro de Córdoba, el cual es patrón y administrador de esta capilla, para él e para los que de él descendieren, el cual mandó hacer esta bóveda de enterramiento, el cual mandó escribir aquí esta memoria año del señor 1482, jueves 3 de enero.

### Museo
La primera referencia para su conversión en museo partió del proyecto iniciado por el arquitecto Félix Hernández Giménez en 1932, año en que eliminó los cerramientos de ambas capillas y trasladó las portadas de la propia capilla de San Clemente y la de la sacristía de los Recaudos o del Punto en este lugar, así como la reja renacentista de Santa Lucía y de la Encarnación. En los años 1980, el arquitecto Gabriel Ruiz Cabrero trasladó allí la portada medieval de San Felipe y Santiago. Así pues, el museo fue oficialmente inaugurado el 18 de marzo de 1996.

## Colección

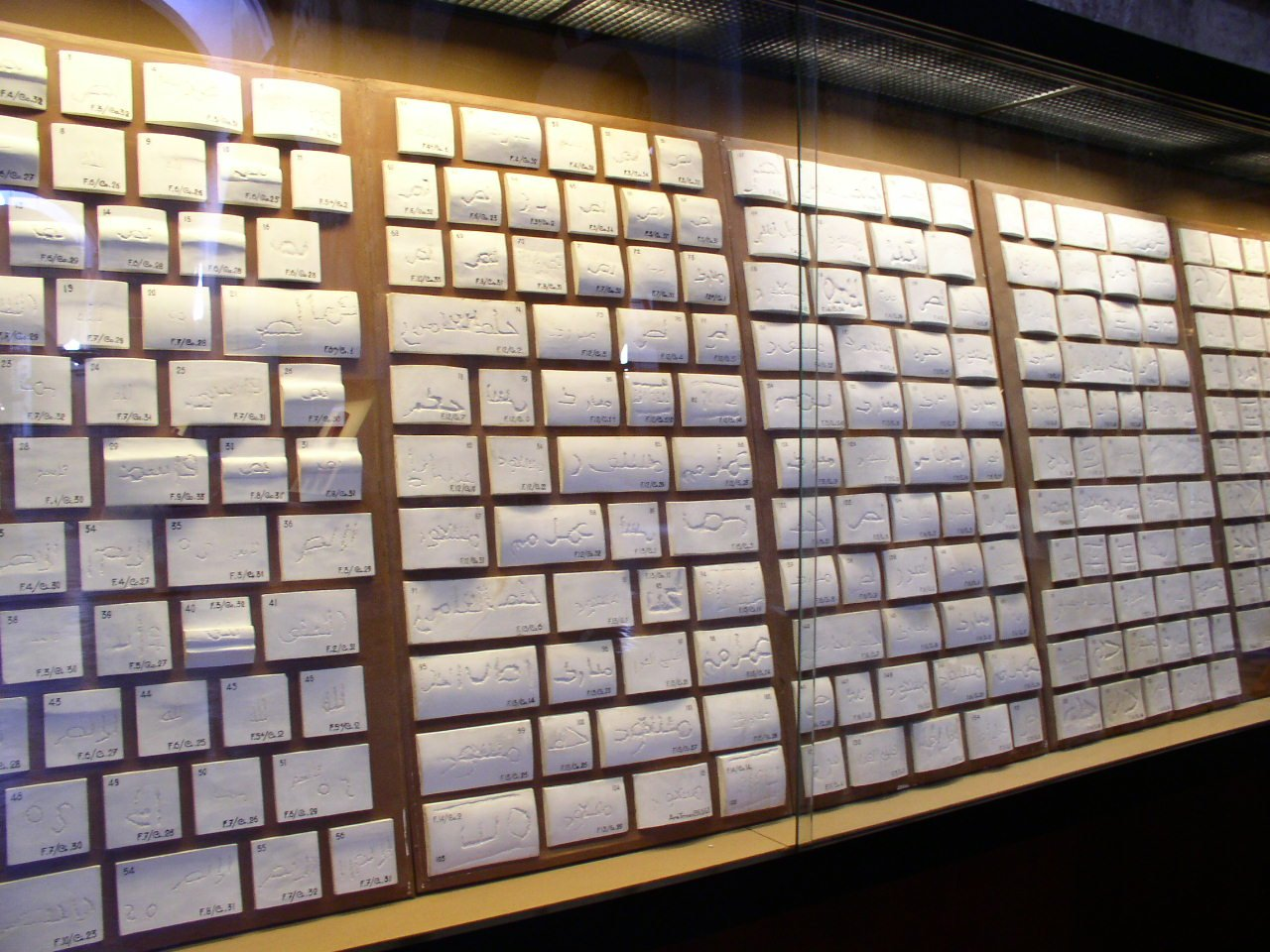
Los numerosos vaciados de las marcas de cantero pertenecientes a las ampliaciones de al-Hakam II y Almanzor en el.

En este museo se exponen, además de otros elementos arqueológicos, los vaciados de las marcas de cantero de las dos últimas ampliaciones islámicas del siglo X, realizadas por al-Hakam II y Almanzor, donde se aprecian las firmas de los canteros que ayudaron en la construcción del templo. Asimismo, destaca la tapa del sarcófago del canónigo Bartolomé de León, realizada en 1575, cuyo enterramiento estuvo en la capilla de San Nicolás de Bari, y el sarcófago de Alfonso Fernández de Montemayor (f. 1390), señor de Montemayor y Alcaudete, que se encontraba en la desaparecida capilla de San Pedro, donde se encuentra el mihrab.
Otro elemento destacable es la antigua maquinaria de reloj del campanario, realizada en 1747 por Manuel García Pinto, que tuvo que ser desmantelada debido a los daños sufridos durante el terremoto de Lisboa de 1755.